# Sima (Borsod-Abaúj-Zemplén)
Pour les articles homonymes, voir Sima.
Sima est un village et une commune du comitat de Borsod-Abaúj-Zemplén en Hongrie.